# نیجریه
نیجریه (به انگلیسی: Nigeria) یا به‌طور رسمی جمهوری فدرال نیجریه (Federal Republic of Nigeria) کشوری در غرب آفریقا است. پایتخت آن آبوجا و بزرگ‌ترین شهر آن لاگوس است. جمعیت این کشور حدود ۲۳۰ میلیون نفر و زبان رسمی آن انگلیسی است. نیجریه پرجمعیت‌ترین کشور قارهٔ آفریقا است. شهرهای مهم نیجریه، لاگوس، کانو، ایبادان، کادونا و بندر هارکورت می‌باشد.
این کشور با بنین (۸۰۹ کیلومتر)، با چاد (۸۵ کیلومتر) با کامرون (۱۹۷۵ کیلومتر) و با نیجر (۱۶۰۸ کیلومتر) مرز مشترک دارد. خط ساحلی این کشور نیز ۸۵۳ کیلومتر درازا دارد.
واحد پول این کشور نایرا است و ۴۴٪ از مردم آن که در شمال کشور زندگی می‌کنند مسلمان و ۴۶٪ در جنوب، مسیحی هستند.
نیجریه یکی از کشورهای صادرکننده نفت بوده و به واسطه درآمد حاصل از فروش نفت، از کشورهای بالنسبه ثروتمند آفریقا به‌شمار می‌آید. نیجریه از نظر منابع نفتی دهمین کشور، در میان صادرکنندگان نفت هشتمین کشور است و بزرگ‌ترین تولیدکنندهٔ نفت آفریقا است.
نیجریه در سال ۱۹۶۰ از امپراتوری بریتانیا مستقل شد و نام این کشور از نام رودخانهٔ نیجر گرفته شده‌است. نیجریه ششمین کشور پرجمعیت جهان است. این کشور همچنین پرجمعیت‌ترین کشور جهان با اکثریت سیاه‌پوست است. نیجریه کشوری چندملیتی بوده و ساکنان این کشور از ۲۵۰ قومیت مختلف و دارای بیش از ۵۰۰ زبان متفاوت هستند و بسیاری از آن‌ها دارای عقاید و آداب و رسوم خاص خود هستند. مهم‌ترین گروه‌های قومیتی نیجریه شامل مردم هوسه و فولانی، عموماً در شمال، یوروباها در غرب و مردم ایگبو در شرق این کشور هستند که مجموعاً ۶۰ درصد از جمعیت این کشور را تشکیل داده‌اند. نیجریه بر اساس تولید ناخالص داخلی اسمی، دارای بزرگ‌ترین اقتصاد در آفریقا و ۲۷امین اقتصاد بزرگ در جهان است. این کشور همچنین بر اساس قدرت برابری خرید در رتبه ۲۵ جهان قرار دارد. به گفته بانک جهانی، اقتصاد نیجریه یک بازار نوظهور است و این کشور یک قدرت در حال ظهور است اما با این وجود، دارای شاخص توسعه انسانی بسیار پایین و از فاسدترین سیستم‌های حکومتی و اداری در جهان است.
از سال ۲۰۰۲ در شمال این کشور درگیری نظامی میان اسلام‌گرایانِ گروه بوکو حرام (فرقه‌ای از مسلمانان تندروی طالبانی) با نیروهای دولتی جریان داشته‌است؛ گروه مسلّح بوکو حرام خواستار تعطیلی تمامی مدارس نوین و تحمیل قوانین شریعت بر تمامی ۳۶ ایالت نیجریه است.
پیشینهٔ تاریخی نیجریه به دست‌کم ۹ هزار سال پیش از میلاد بازمی‌گردد و ناحیهٔ بنیو و رودخانه کراس در نیجریه خاستگاه قوم بانتو دانسته شده که مهاجران آن در هزاره‌های نخست و دوم پیش از میلاد از این ناحیه حرکت کرده و در بیشتر مناطق آفریقای مرکزی و جنوبی سکونت گزیدند.
نیجریه کشوری فقیر است اما دارای ثروتمندان بسیاری است همچنین اهمیت دین در این کشور بالا اما مصرف الکل و قمار بازی هم در این کشور بسیار بالا است.

## نام‌شناسی
نام نیجریه از رودخانه نیجر که در این کشور می‌گذرد گرفته شده‌است. این نام در ۸ ژانویه ۱۸۹۷ توسط روزنامه‌نگار انگلیسی فلورا شاو که بعداً با فردریک لوگارد، مدیر مستعمرات بریتانیا ازدواج کرد، ساخته شد. جمهوری نیجر همسایه نیجریه هم نام خود را از همین رودخانه گرفته‌است. سرچشمه نام نیجر که در آغاز تنها به بخش‌های میانی رودخانه نیجر گفته می‌شد ناروشن است. این واژه احتمالاً تغییر نام Tuareg egerew n-igerewen است که پیش از استعمار اروپای سده نوزدهم توسط ساکنان در امتداد رودخانه در پیرامون تیمبوکتو استفاده می‌شد.

## تاریخ

پرچم نیجریه مستعمرهٔ بریتانیا

نیجریه به دلیل تنوّع فراوان قومی و نژادی طی چند سال گذشته شاهد درگیری‌های زیادی بوده‌است.
تاریخ اولین سکونت در این کشور به ۹ هزار سال قبل از میلاد مسیح بازمی‌گردد. با این حال در سده ۱۹ میلادی این کشور مستعمره بریتانیا شد تا اینکه در اول اکتبر ۱۹۶۰ دوباره استقلال خود را به دست آورد و این روز به عنوان روز ملی این کشور نام‌گذاری شد.
استعمار بریتانیا، در اواخر قرن نوزدهم کشور نیجریه را به تصرف خود درآورد و در سال ۱۹۱۴ با الحاق دو تحت الحمایه خود یعنی نیجریه شمالی و جنوبی، مستعمره نیجریه را ایجاد کرد. نیجریه در سال ۱۹۵۴ م دارای خودمختاری و عضو جامعه کشورهای همسود شد. در سال ۱۹۶۰ نیز مردم این کشور با شرکت در یک همه‌پرسی، ایجاد یک حکومت فرمانداری کل فدرال، مستقل از بریتانیا را تأیید کردند و بدین صورت، نیجریه به استقلال رسید. تا اینکه حکومت نیجریه در سال ۱۹۶۳ م تبدیل به جمهوری شد.
پس از استقلال در دوره‌های مختلف گرفتار حکومت‌های نظامی شد. سرانجام در سال ۱۹۹۹ برای نخستین بار انتخابات آزاد در این کشور برگزار شد.

## سیاست

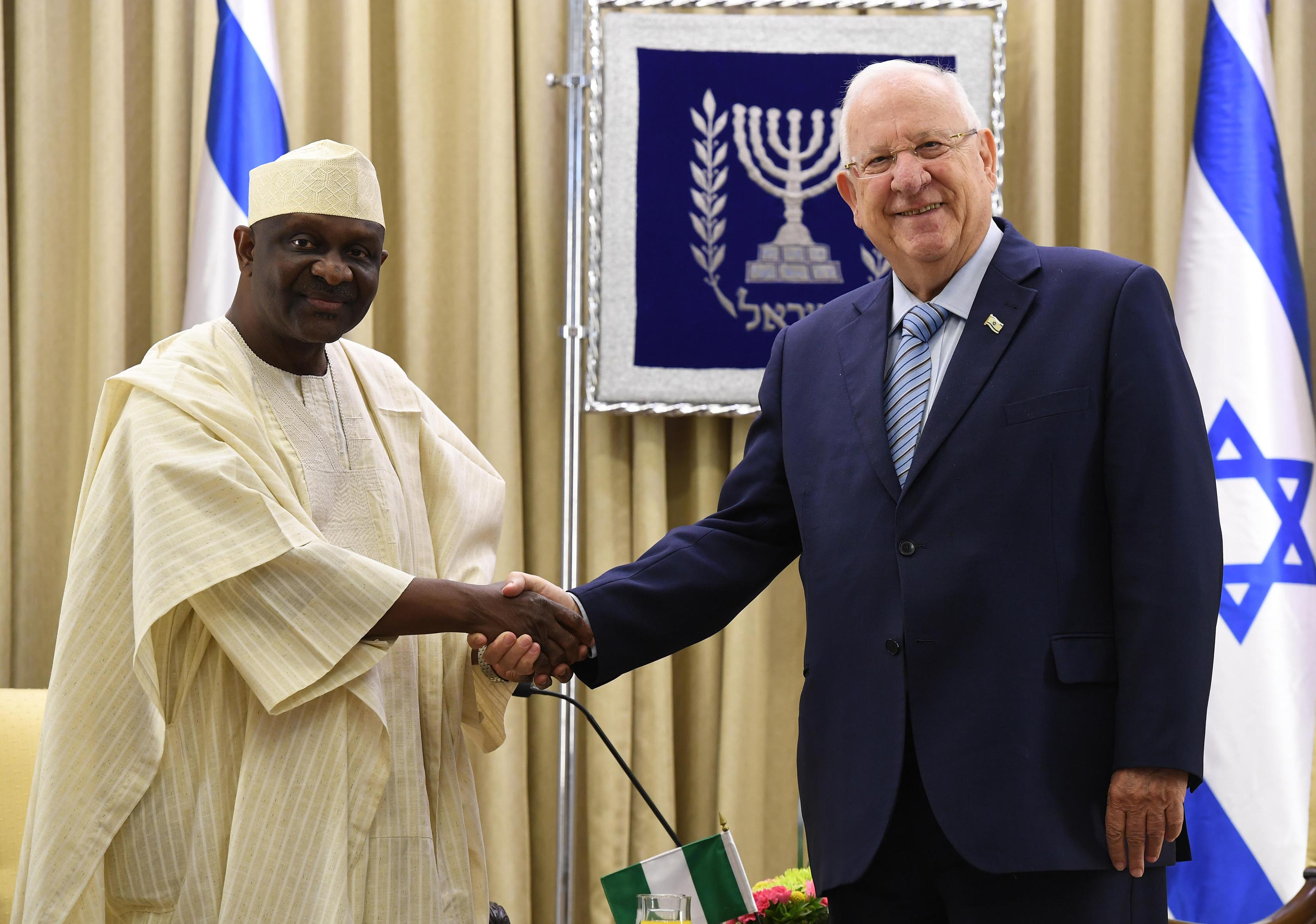
سفیر نیجریه و رووین ریولین دهمین رئیس‌جمهور اسرائیل

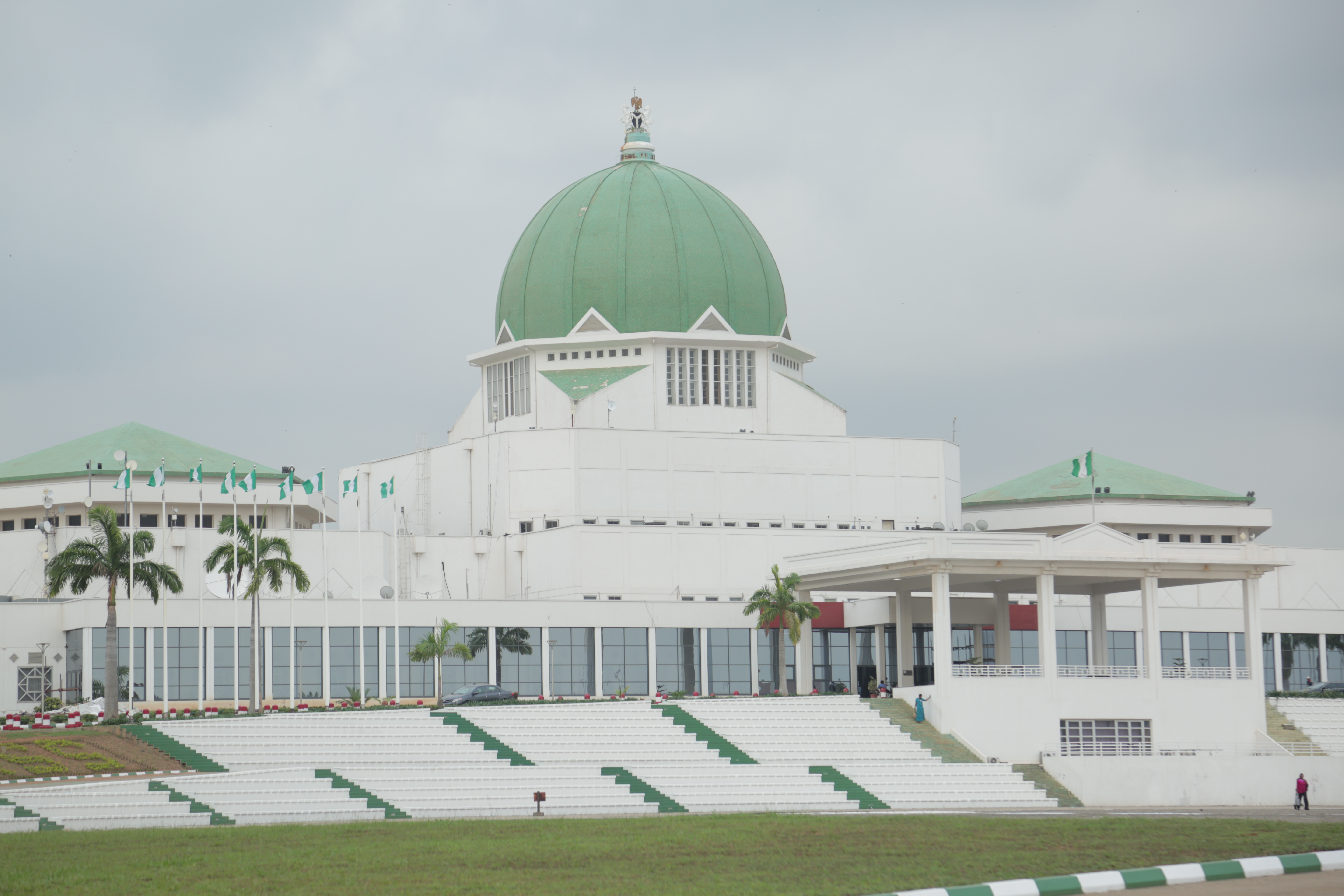
ساختمان شورای ملی نیجریه در آبوجا

نظام سیاسی در نیجریه، با الگو گرفتن از نظام سیاسی ایالات متحده، یک جمهوری فدرال است.
رئیس‌جمهور نیجریه، قدرت اجرایی اصلی این کشور بوده و هم رئیس دولت و هم رئیس حکومت است. رئیس‌جمهور با انتخابات مستقیم توسط مردم، برای دوره‌ای چهار ساله انتخاب می‌شود که قابل تمدید برای دوره دوم نیز هست.
نظام قانون‌گذاری این کشور از دو مجلس تشکیل شده‌است: مجلس سنا با ۱۰۹ کرسی که با رای مردم برای دوره‌ای چهار ساله انتخاب می‌شوند. هر یک از ایالات در این مجلس به‌طور برابر، دارای ۳ نماینده هستند و پایتخت نیز یک نماینده دارد. مجلس دیگر این کشور مجلس نمایندگان است که ۳۶۰ کرسی دارد و نمایندگانش را مردم برای دوره‌ای چهار ساله انتخاب می‌کنند. تعداد نمایندگان هر ایالت در این مجلس، بر اساس جمعیت هر ایالت تعیین می‌شود. این دو مجلس در مجموع، مجلس یا شورای ملی نیجریه را تشکیل می‌دهند. سن قانونی در این کشور ۱۸ سال است.
گودلاک جاناتان، ریس جمهوری در سال ۲۰۱۱ با حزب دموکراتیک خلق (دی پی دی) با کسب ۵۹٫۶٪ آراء به قدرت رسید. او بیشتر در میان مسیحیان و پیروان آیین «روح‌باوری» در جنوب طرفدار دارد. در حالی که حاکم نظامی پیش از او، محمدو بوهاری در شمال کشور که بیشتر مسلمان هستند از حمایت بیشتری برخوردار بود. این نخستین باری بود که یک رأی‌گیری سبب اختلاف در کشور از این منظر می‌شود.

## جغرافیا

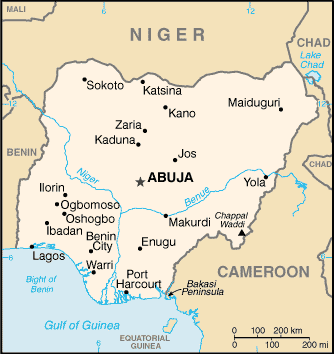
نقشه نیجریه

کشور نیجریه با بیش از ۹۲۳ هزار کیلومتر مربع مساحت در غرب آفریقا در کنار خلیج گینه و در همسایگی کشورهای نیجر، بنین و کامرون واقع شده‌است. این کشور از غرب با بنین، از شرق با چاد و کامرون و از شمال با نیجر همسایه است.
در جنوب این کشور خلیج گینه، بخشی از اقیانوس اطلس، قرار گرفته‌است. آب و هوای استوایی باعث پیدایش جنگلهای متراکم و انبوه، در شرق، غرب، و جنوب این کشور شده‌است. میانگین دمای سالانه، ۳۲ درجه سانتی گراد، همراه با رطوبت فراوان است.

## تقسیمات کشوری

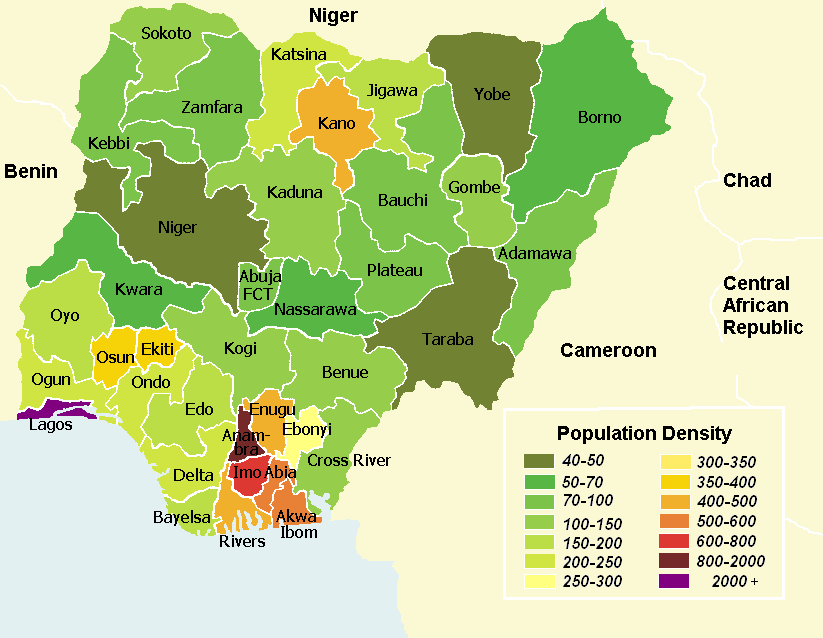
تراکم جمعیت در تقسیمات کشوری

جمهوری فدرال نیجریه کشوری در غرب آفریقا است که از مجموعه ۳۶ ایالت و یک منطقه حکومت فدرال مرکزی تشکیل شده‌است.

## اقتصاد

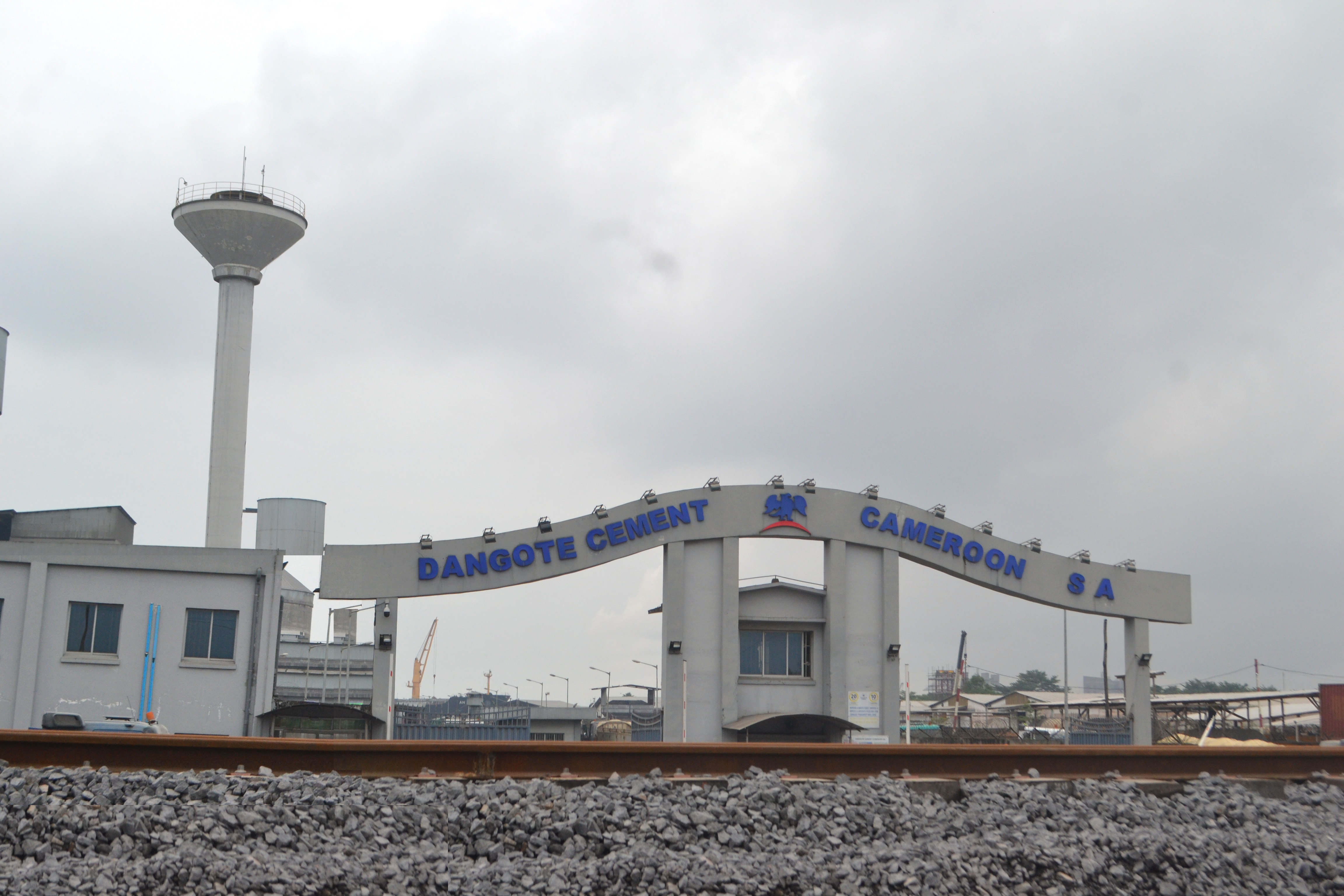
گروه دانگوت شرکت تولید مواد اولیه نیجریه

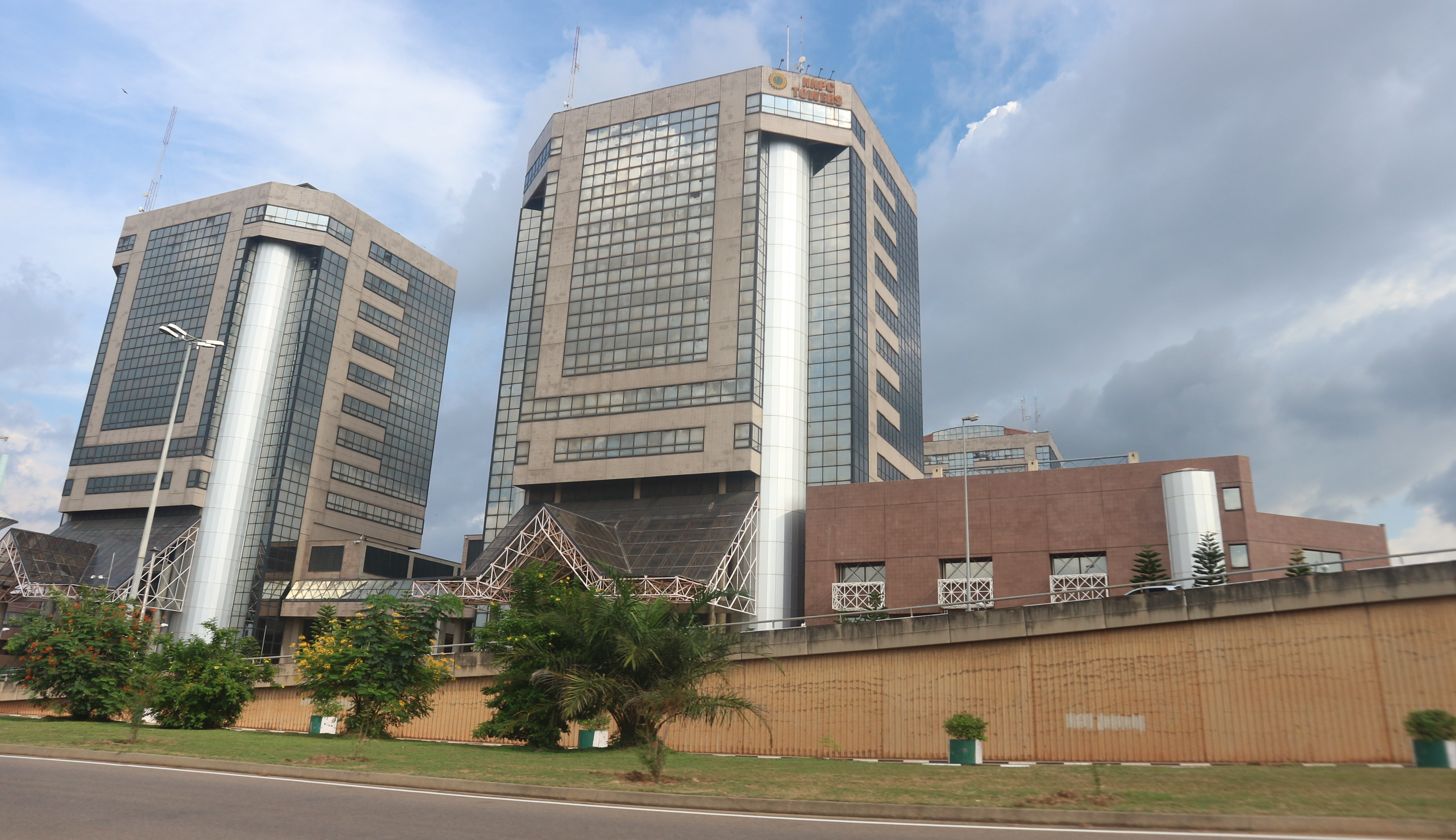
ان‌ان‌پی‌سی، شرکت ملی نفت نیجریه

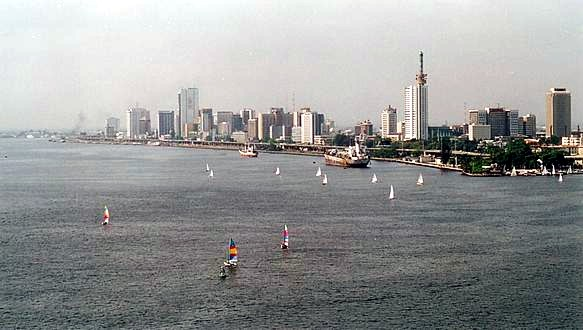
نمایی از لاگوس، قطب اقتصادی نیجریه

تولید ناخالص داخلی این کشور در سال ۲۰۱۷ حدود ۳۷۵ میلیارد دلار بوده‌است. ۵۰ میلیون و ۱۳۰ هزار نفر نیروی کار این کشور را تشکیل می‌دهند که ۷۰ درصد آنها در بخش کشاورزی مشغول به کار هستند.
نرخ بیکاری در این کشور ۵٫۸ درصد است و ۷۰ درصد از مردم آن زیر خط فقر زندگی می‌کنند. نرخ تورم در سال ۲۰۰۷ میلادی ۶٫۵ درصد بود. با وجود رونق اقتصادی سال‌های گذشته فقر همچنان در نیجریه شایع است. طبق اعلام اداره ملی آمار، سال ۲۰۰۹ تا ۲۰۱۰ تقریباً دو سوم از جمعیت در فقر مطلق زندگی می‌کردند، یعنی نیازهای اصلی آنها مانند غذا، آب شرب سالم و جان‌پناه تأمین نمی‌شده‌است. در شمال کشور وضعیت بدتر است. ایالت جیگاوا بالاترین میزان فقر را دارد که معادل ۸۸٫۵ درصد و در سوکوتو این رقم ۸۶ درصد است.
کالاهای صادراتی این کشور شامل نفت و مواد نفتی، کاکائو و لاستیک است که به کشورهای آمریکا (۴۸٫۹٪)، اسپانیا (۸٪)، برزیل (۷٫۳٪) و فرانسه (۴٫۲٪) صادر می‌شود.
کالاهای وارداتی آن شامل ماشین‌آلات و تجهیزات، مواد شیمیایی، تجهیزات حمل و نقل، کالاهای مصرفی، غذا و حیوانات زنده‌است که از کشورهای چین (۱۰٫۷٪)، هلند (۶٫۲٪)، انگلیس (۵٫۸٪)، فرانسه (۵٫۶٪)، برزیل (۵٫۱٪) و آلمان (۴٫۶٪) وارد می‌شود.
رود نیجر، نیمهٔ جنوبی کشور را آبیاری می‌کند. ۹۵٪ درآمدهای ارزی نیجریه، از صادرات نفت تأمین می‌شود. قبل از کشف و استخراج نفت، اقتصاد بر کشاورزی و دامپروری استوار شده بود.
این کشور یکی از صادرکنندگان نفت است و حدود ۹۵ درصد از محصولات صادراتی آن را نفت و محصولات نفتی تشکیل می‌دهد. نیجریه عضو اوپک و سازمان تجارت جهانی است. نفت و گاز ۳۵ درصد تولید ناخالص داخلی نیجریه را تشکیل می‌دهد و ۷۰ درصد مخارج دولت از این محل تأمین می‌شود. بنزین و محصولات مشابه ۹۰ درصد از درآمد کشور را از محل صادرات به خود اختصاص می‌دهد.
در سال ۲۰۱۷ میلادی، نیجریه با پیشی گرفتن از آفریقای جنوبی به بزرگ‌ترین اقتصاد آفریقا تبدیل شد. برپایهٔ گزارش فوربز در مه ۲۰۱۶، نیجریه پس از آفریقای جنوبی و مصر بزرگ‌ترین اقتصاد آفریقا بوده‌است.

## بهداشت

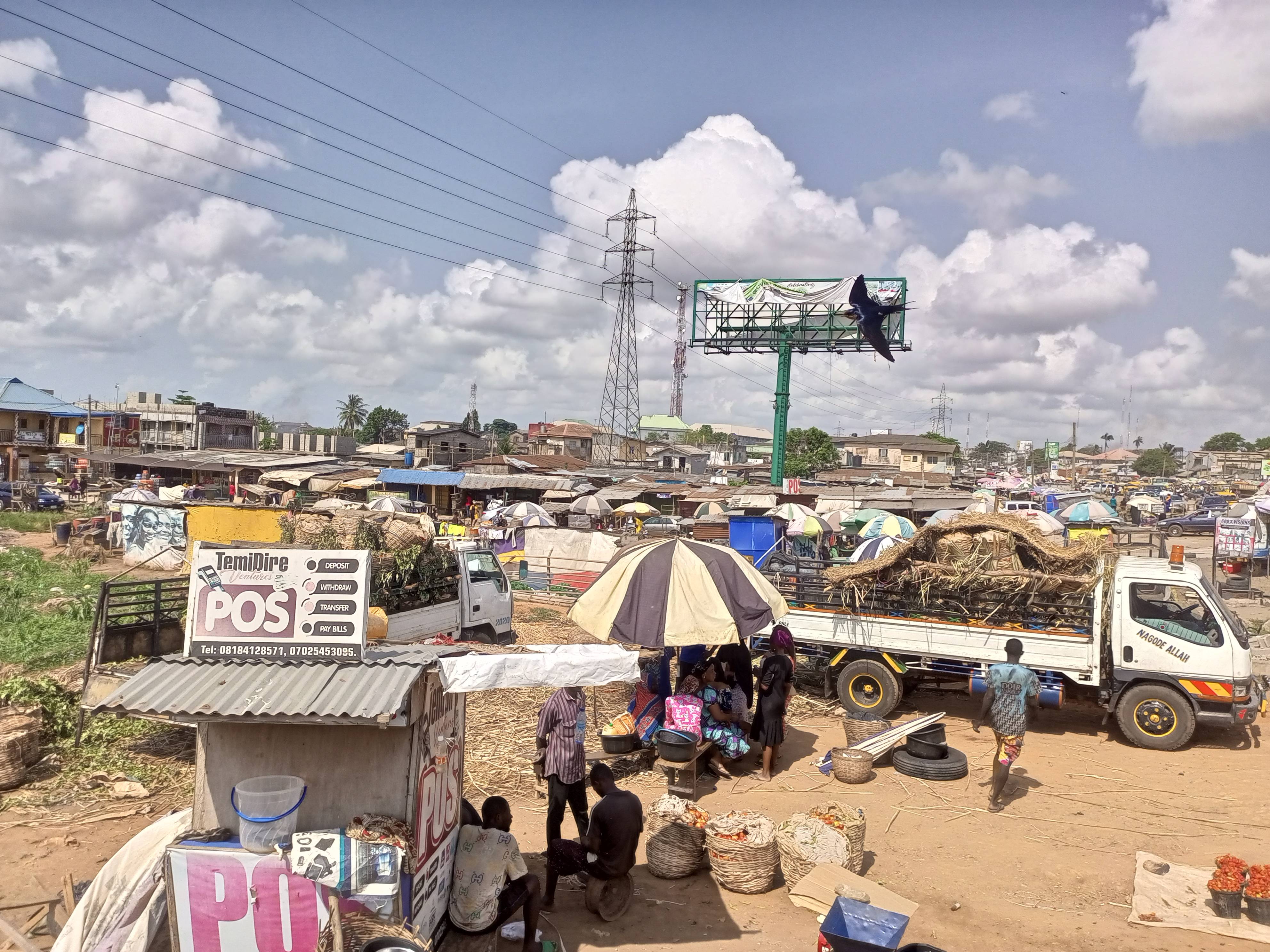
یک بازار کثیف در نیجریه

کمترین میزان واکسیناسیون کودکان در نیجریه را در نیمه شمالی کشور می‌بینیم. در ایالت سوکوتو در شمال غربی، تنها ۱٫۴ درصد از کودکان ۱۲ تا ۲۳ ماهه واکسن‌های اصلی را دریافت کرده‌اند.
طبق نظرسنجی جمعیت‌شناسی و بهداشتی سال ۲۰۱۳، نُه ایالت شمالی کشور میزان واکسیناسیون کمتر از ۱۵ درصد دارد. بعضی از گروه‌ها در شمال کشور برنامه واکسیناسیون را تحریم کرده و گفته‌اند که این توطئه غرب برای عقیم کردن زنان مسلمان است.
با این وجود، اخیراً پیشرفت‌های خوبی حاصل شده‌است. طبق اعلام نهاد «اقدام برای ریشه کنی جهانی»، در شش ماه منتهی به ژانویه ۲۰۱۵ موردی از فلج اطفال در نیجریه مشاهده نشده‌است.

## ارتباطات
در این کشور یک میلیون و ۶۸۸ هزار خط تلفن ثابت و ۳۲ میلیون و ۳۲۲ هزار خط تلفن همراه وجود دارد. نیجریه یک میلیون و ۹۸۶ هزار میزبان اینترنتی و ۸ میلیون کاربر دارد.

## مردم

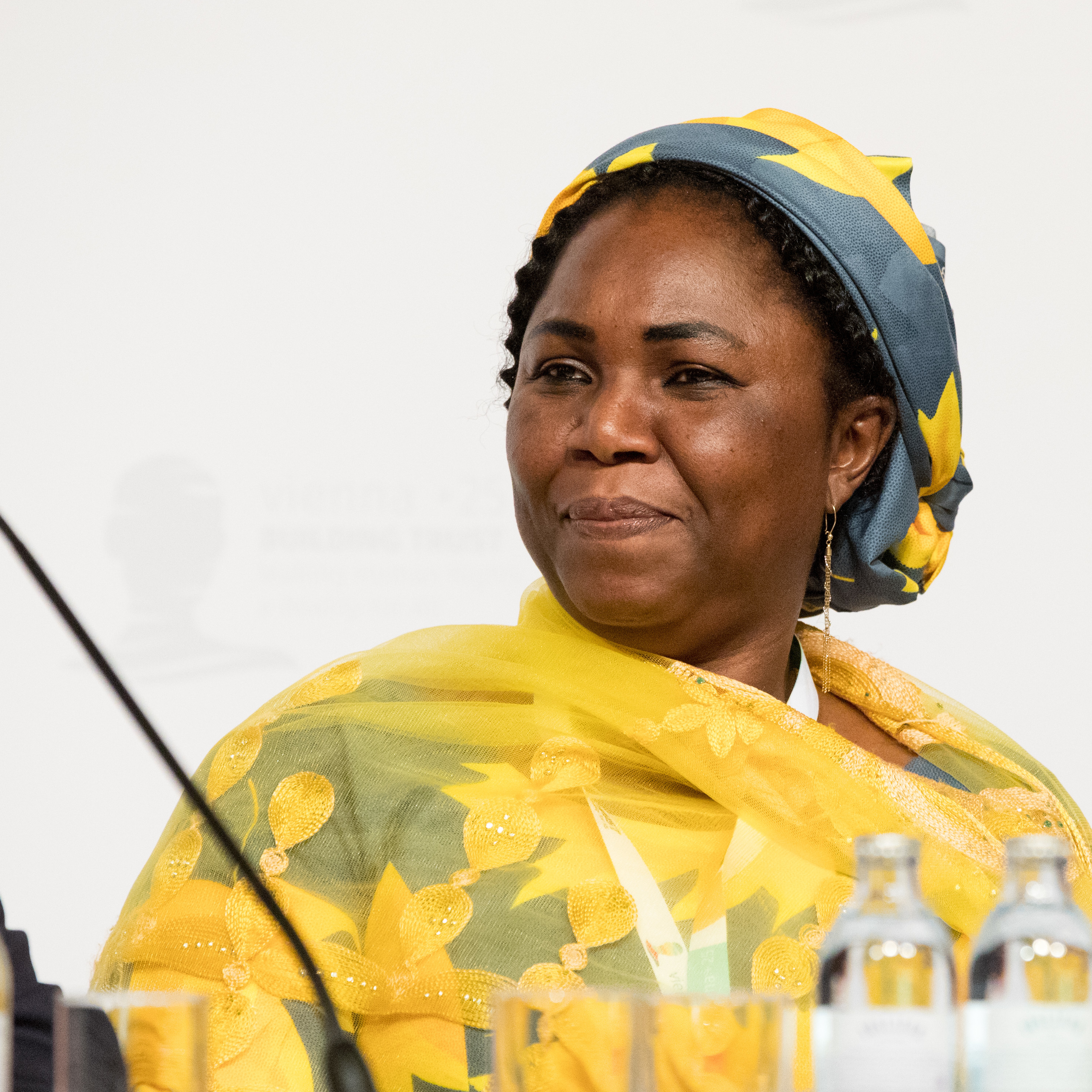
حوا ابراهیم اولین زن وکیل مسلمان در نیجریه

جمعیت این کشور حدود ۲۰۵ میلیون نفر با میانگین سنی ۱۸٫۱ سال است. امید به زندگی برای هر فرد ۵۵٫۷ سال است. انتظار می‌رود که این کشور رشد جمعیتی بالایی را در سال‌های آینده داشته باشد.
۵٫۴ درصد از مردم آن به بیماری ایدز مبتلا هستند. تب زرد و مالاریا از دیگر بیماری‌های شایع در این کشور است.
۵۰٫۷ درصد از مردم نیجریه مسلمان و ۴۸ درصد مسیحی هستند. زبان رسمی این کشور انگلیسی است.
جمعیت ۲۰۵ میلیونی نیجریه نیز از نظر قومیت و زبان چندپاره است. قوم هوسه-فولانی در شمال کشور، عمدتاً مسلمان هستند و یاروکوبا در جنوب غربی، بعضی مسلمان و بعضی مسیحیند. قوم ایگبو در شمال شرقی زندگی می‌کنند. بیشتر تروریست‌های بوکوحرام از قوم کانوریس هستند.

### سواد
در این مورد اختلاف میان شمال و جنوب به وضوح دیده می‌شود. در شمال کشور جمعیت کسانی که به مدرسه رفته‌اند، کمتر است.

### درگیری مذهبی

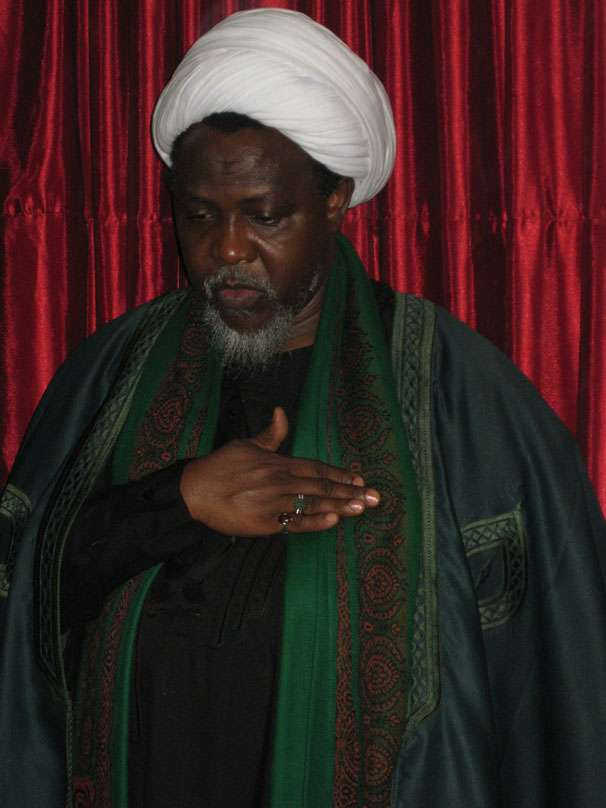
ابراهیم زکزاکی رهبر شیعیان نیجریه

قوانین شریعت اسلامی از سال ۲۰۰۰ میلادی در شمال نیجریه اجرا می‌شود ولی برخی از مردم خواهان اجرای قوانین اسلامی در سراسر نیجریه هستند. درگیری‌های مسلمانان با دولت نیجریه در ایالت‌های کانو، بورنو و یوبه در شمال نیجریه در ماه ژوئیه سال ۲۰۰۹ صدها کشته برجای گذاشت. گروه تروریستی بوکوحرام به مدارسی که برنامه تحصیلی ملی کشور را دنبال می‌کرده‌اند حمله کرده‌است. به گفته آنان این برنامه درسی غربی است. در سال ۲۰۱۳ حالت فوق‌العاده در ایالت‌های شمالی بورنو، یوب و آداماوا که بوکوحرام در آنها قدرت بیشتر دارد، اعلام شد. این گروه بیشتر ایالت بورنو و مناطق دیگری را تحت کنترل دارد که امکان برگزاری انتخابات در آنها نیست. در یکی از بدترین حملات سال کشور بیش از ۲۰۰ دختر مدرسه‌ای دزدیده شدند.
تحلیلگران می‌گویند خطر بوکوحرام در صورتی رفع خواهد شد که دولت نیجریه فقر شدید را ریشه کن کند و سیستم آموزشی ای را برقرار کند که از حمایت مسلمانان کشور برخوردار باشد.
یکی از گروه‌هایی که با دولت نیجریه درگیر شده‌اند از پیروان محمد یوسف هستند.
این روحانی مدارس به شیوه غربی در نیجریه را برخلاف قواعد اسلامی می‌داند و با فعالیت آن‌ها مخالف است. هم گروه خودخوانده «طالبان» نیجریه و هم گروه «بوکو حرام» (به معنی تحصیلِ حرام که به مدارس مدرن اشاره دارد) که در خشونت‌های شمال نیجریه دست داشته‌اند با تحصیل علم امروزی و وجود مدارس مدرن مخالفند.

#### کریسلام
کریسلام به بیان مسیحی اسلام اشاره دارد که از مجموعه‌ای از اعمال مذهبی اسلامی و مسیحی در نیجریه سرچشمه می گیرد. به ویژه، مجموعه‌ای از جنبش های مذهبی که در دههٔ ۱۹۷۰ میلادی در لاگوس، نیجریه، اعمال مذهبی مسلمانان و مسیحیان را ادغام کردند. این جنبش توسط مردم یوروبا در جنوب غربی نیجریه آغاز شد. کریسلام علیه درک متعارف اسلام و مسیحیت به عنوان دو دین مجزا و انحصاری عمل می کند و به دنبال اشتراکات بین هر دو دین و ترویج اتحاد فراگیر این دو است. کریسلام همچنین فضای جغرافیایی مشخصی را اشغال می کند. نیجریه اغلب از نظر جغرافیایی و مذهبی قطبی شده است، با شمال عمدتاً مسلمان و جنوب عمدتاً مسیحی.